# Scorpions Racing Development Team
Das Scorpions Racing Development Team war ein niederländisches Radsportteam mit Sitz in Zwolle. Es war das Nachwuchsteam des Scorpions Racing Teams.

## Organisation und Geschichte
Das niederländische Scorpions Racing Team bestand in der Summe aus zwei getrennten Teams. Das Endurance Team wurde 2014 als Langstreckenteam gegründet und war Teil der Endurance Cycling BV. Das Team hatte sich auf 24-Stunden-Rennen spezialisiert und nach eigner Aussage zum besten Langstrecken-Team Europas entwickelt.
Zur Saison 2023 hatte das Scorpions Racing Team zusätzlich ein Development Team ins Leben gerufen, um den eigenen Nachwuchs in der U23 zu fördern. Das Development Team war als UCI Continental Team unter dem Namen „Scorpions Racing Team“ lizenziert. Haupteinsatzgebiet waren die niederländischen Rennen der UCI Europe Tour und internationale U23-Rennen.
Den ersten und einzigen Sieg für das Team erzielte Mouris Wessel beim Carpathian Couriers Race 2023.
Bereits der Saisonstart verlief aufgrund von Missmanagement und finanzieller Probleme nicht ohne Probleme: Fahrräder und Ausrüstung standen nicht allen Fahrern rechtzeitig zur Verfügung, Gehälter wurden verspätet gezahlt. Nach dem Ende des Endurance Teams im Juni gab das Management im September auch die Auflösung des Continental Teams zum Ende der Saison 2023 bekannt. Ende Oktober meldete der Teambesitzer Arjan Fidder mit 400.000 Euro Schulden die Insolvenz an.

## Saison 2023
Mannschaft
| Teamkader 2023               | Teamkader 2023     | Teamkader 2023 | Teamkader 2023                       |
| Name                         | Geburtsdatum       | Land           | Vorheriges Team                      |
| ---------------------------- | ------------------ | -------------- | ------------------------------------ |
| Björn Bakker                 | 11. Juli 1993      | Niederlande    | Vlasman Cycling Team (2020)          |
| Brent Clé (1. Jan.–30. Sep.) | 23. Oktober 1995   | Belgien        |                                      |
| Paul Gruithuijzen            | 2. Februar 1998    | Niederlande    |                                      |
| Sjors Handgraaf              | 31. Januar 1991    | Niederlande    |                                      |
| Jasper Huitema               | 23. April 2004     | Niederlande    |                                      |
| Hugo Kars                    | 3. Juli 2002       | Niederlande    | WPGA Amsterdam Racing Academy (2022) |
| Wessel Mouris                | 30. Dezember 2002  | Niederlande    | WPGA Amsterdam Racing Academy (2022) |
| Marvin Peters                | 28. April 2004     | Niederlande    |                                      |
| Mark Prinsen                 | 12. Mai 1994       | Niederlande    |                                      |
| Nathan Székely               | 26. August 2001    | Belgien        | EvoPro Racing (2022)                 |
| Lucas van de Vosse           | 10. Januar 2004    | Niederlande    |                                      |
| Quint van der Leeuw          | 30. September 2001 | Niederlande    |                                      |
| Vincent van Dorp             | 21. April 2004     | Niederlande    |                                      |
| Niek Voogt                   | 15. Januar 2001    | Niederlande    | WPGA Amsterdam Racing Academy (2022) |
| Justus Willemsen             | 26. Januar 2004    | Niederlande    |                                      |
|                              |                    |                |                                      |
| Quelle: ProCyclingStats      |                    |                |                                      |

Erfolge
| Siege    | Siege                               | Siege    | Siege  | Siege         | Siege |
| Datum    | Rennen                              | Staat    | Klasse | Sieger        |       |
| -------- | ----------------------------------- | -------- | ------ | ------------- | ----- |
| 30. Apr. | Carpathian Couriers Race, 2. Etappe | Slowakei | 2.2U   | Wessel Mouris |       |

## Platzierungen in der UCI-Weltrangliste
| World Ranking | World Ranking | World Ranking          | World Ranking |
| Jahr          | Teamwertung   | Einzelwertung          |               |
| ------------- | ------------- | ---------------------- | ------------- |
| 2023          | 185.          | Wessel Mouris (1577. ) |               |
|               |               |                        |               |
| Quelle: UCI   |               |                        |               |